# اریک نلسون (مورخ)
اریک نلسون (انگلیسی: Eric Nelson; ۱۳ اوت ۱۹۷۷ – ) تاریخ‌نگار اهل ایالات متحده آمریکا بود.